# Aljarafe
Die Comarca Aljarafe ist eine der neun Comarcas in der Provinz Sevilla. Sie wurde, wie alle Comarcas in der Autonomen Gemeinschaft Andalusien, mit Wirkung zum 28. März 2003 eingerichtet.
Die im Westen der Provinz gelegene Comarca umfasst 13 Gemeinden mit einer Fläche von 936,74 km².

## Lage
|                | Sierra Norte                                |                                  |
| Provinz Huelva | Kompassrose, die auf Nachbargemeinden zeigt | Comarca Metropolitana de Sevilla |
|                | Provinz Cádiz                               |                                  |

## Gemeinden
| Gemeinde                    | Einwohner (2024) | Fläche km² | Dichte Einw./km² | Cod INE | Postleitzahl |
| --------------------------- | ---------------- | ---------- | ---------------- | ------- | ------------ |
| Albaida del Aljarafe        | 3.223            | 10,93      | 295              | 41003   | 41809        |
| Aznalcázar                  | 4.886            | 449,84     | 11               | 41012   | 41849        |
| Benacazón                   | 7.358            | 32,16      | 229              | 41015   | 41805        |
| Bollullos de la Mitación    | 11.251           | 62,36      | 180              | 41016   | 41110        |
| Carrión de los Céspedes     | 2.617            | 6,01       | 435              | 41025   | 41820        |
| Castilleja del Campo        | 612              | 16,22      | 38               | 41030   | 41810        |
| Huévar del Aljarafe         | 3.360            | 57,58      | 58               | 41051   | 41830        |
| Olivares                    | 9.504            | 45,53      | 209              | 41067   | 41804        |
| Pilas                       | 14.105           | 45,94      | 307              | 41075   | 41840        |
| Sanlúcar la Mayor           | 14.375           | 135,41     | 106              | 41087   | 41800        |
| Umbrete                     | 9.394            | 12,39      | 758              | 41094   | 41806        |
| Villamanrique de la Condesa | 4.677            | 57,67      | 81               | 41097   | 41850        |
| Villanueva del Ariscal      | 6.938            | 4,70       | 1.476            | 41098   | 41808        |
| Comarca Aljarafe            | 92.300           | 936,74     | 99               | –       | –            |

## Etymologie
Der Name entspricht einem Begriff der Arabischen Sprache, der „Anhöhe“ oder „Erhebung“ bedeutet (arabisch شَرَفٌ, DMG aš-šarafun).

## Geografie
El Aljarafe umfasst einige sanften Hügelketten. Seine Höhe über dem Meeresspiegel übersteigt nicht 200 m. Die Fließgewässer, die es durchqueren, so der Majalbarraque, der Pudio, der Montijos, der Ardachón und der Valdegallinas, erlangen zwar durch Regenzeiten oder Wolkenbrüche gelegentlich hohe Pegelstände bis hin zu Überschwemmungen. Normalerweise trocknen sie jedoch im Sommer aus. Durch diesen Wechsel sind die mitunter schroffen topografischen Formen bedingt.

## Geschichte
Die tartessische Kultur gilt als die älteste, die Aljarafe besiedelt hat. Hier wurde der berühmte Schatz von El Carambolo gefunden.
Die römischen Eroberer nannten das Gebiet Vergetum und exportierten von hier aus Wein und Öl nach Rom und in andere Städte des römischen Imperiums. Aus dieser Zeit sind die römische Brücke von Aznalcázar und einige Mosaiken in Castilleja del Campo erhalten.
Während der muslimischen Epoche fand eine große Entwicklung statt, von der die Türme von Olivares und Albaida del Aljarafe zeugen, sowie diverse Moscheen, die später in christliche Kirchen umgewandelt wurden.
El Aljarafe war eine Comarca großen landwirtschaftlichen Reichtums, verursacht durch die Lage zwischen den Flüssen Guadalquivir, Guadiamar und den zwei Bächen, die durch Villanueva del Ariscal fließen.

## Heute

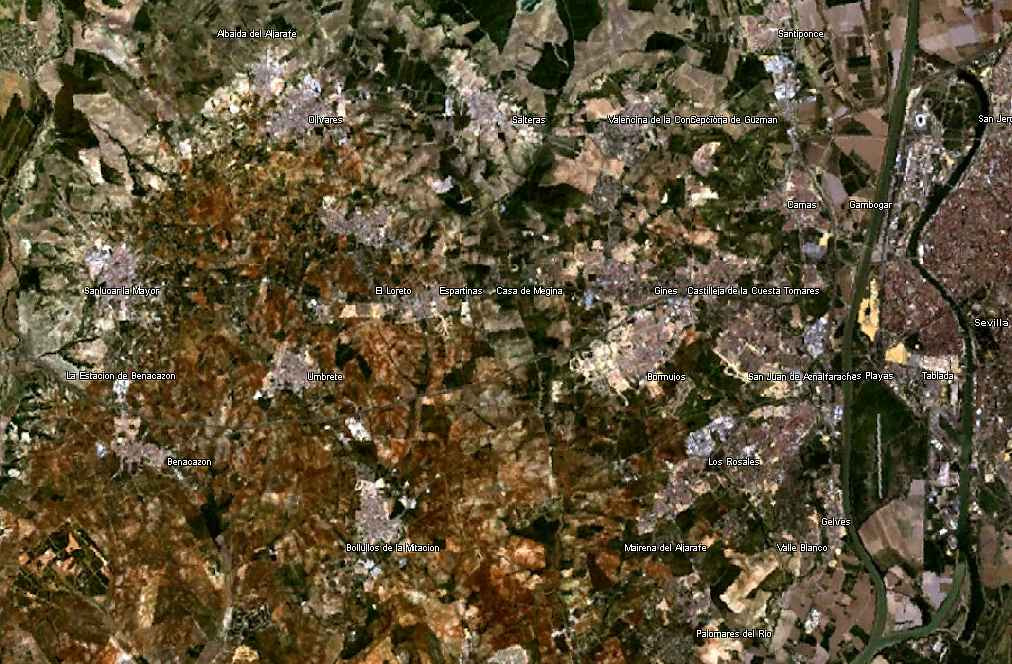
El Aljarafe und das Stadtgebiet von Sevilla.

In weniger als 20 Jahren wurde Aljarafe zu einer Vorstadt mit mehr als 300.000 Einwohnern, im größten Ballungsgebiet Südspaniens, Sevilla.
Das Wachstum beginnt in den 1940er Jahren, als die Oberschicht der andalusischen Hauptstadt begann, ihre Residenzen außerhalb der Großstadt zu suchen. Das rasche Wachstum brachte einige Schwierigkeiten mit sich, wie der Mangel an Schulen und medizinischer Versorgung sowie Verkehrsprobleme durch die große Zahl der Pendler.
Für El Aljarafe wird innerhalb des nächsten Jahrzehnts eine Einwohnerzahl von einer halben Million innerhalb eines Ballungsraumes mit fast zwei Millionen Einwohnern prognostiziert.
Bisher kann El Aljarafe einige eigene Einrichtungen aufweisen, darunter, Krankenhäuser, eine Privatuniversität, Fernsehstudios, Hotels und Einkaufszentren, unter letzteren eines der größten in Südspanien. Die Verbindungen nach Sevilla sind jedoch jeden Tag für längere Zeit überlastet. Die bereits fertiggestellte Linie 1 der Metro Sevilla soll dieser Region Entlastung bringen.

## Einteilung

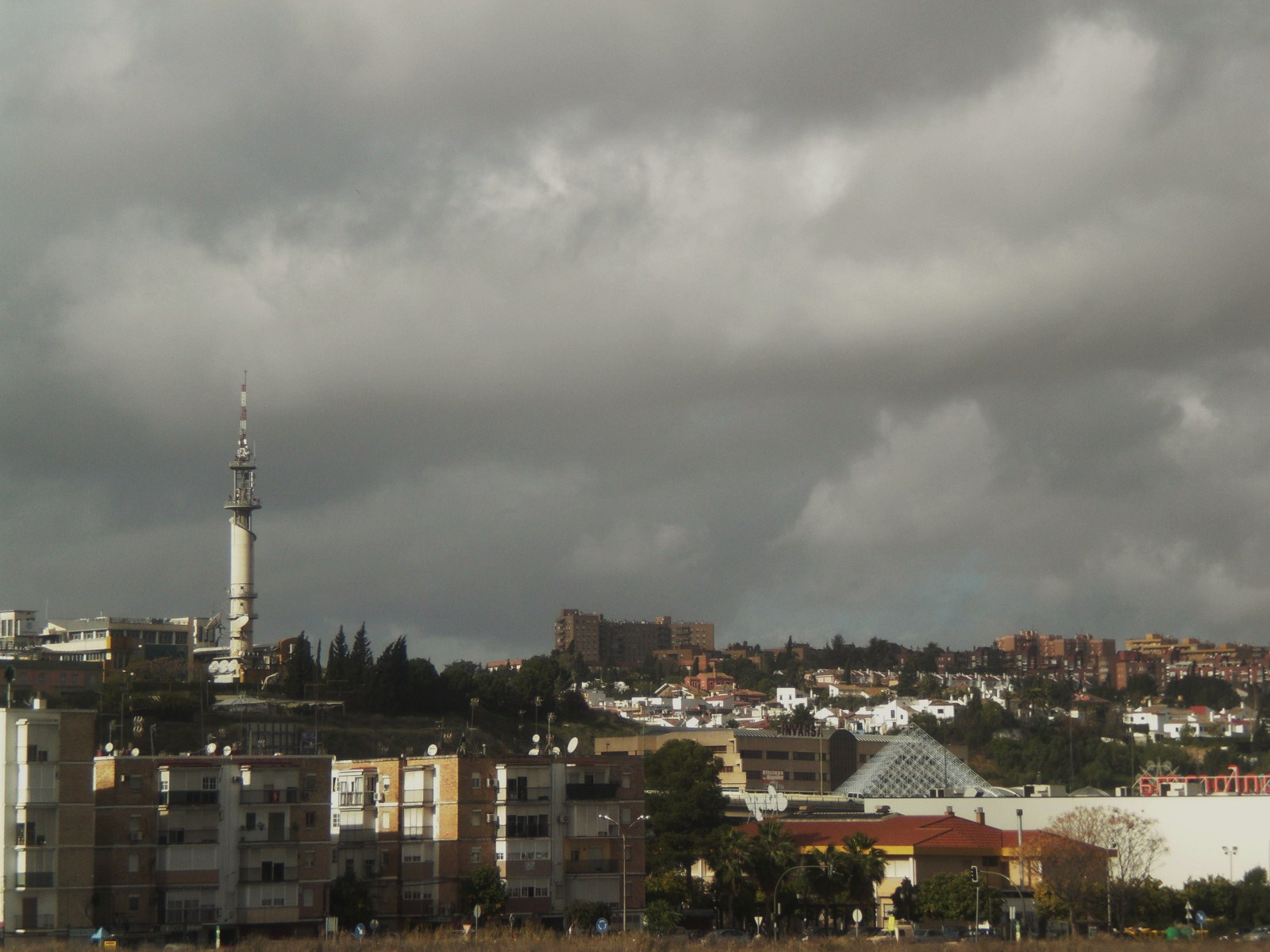
Heute hat El Aljarafe 338.532 Einwohner.

El Aljarafe ist in drei Ringen organisiert:
- Der erste (östliche) Sektor besteht aus Bormujos, Camas, Castilleja de la Cuesta, Castilleja de Guzmán, Gelves, Gines, Mairena del Aljarafe, Palomares del Río, Santiponce, Tomares, San Juan de Aznalfarache und Valencina de la Concepción.

- Der zweite (mittlere) Sektor umfasst Albaida del Aljarafe, Almensilla, Benacazón, Bollullos de la Mitación, Coria del Río, Espartinas, Olivares, La Puebla del Río, Sanlúcar la Mayor, Salteras, Umbrete und Villanueva del Ariscal.

- Zum dritten (westlichen) Sektor gehören Aznalcázar, Carrión de los Céspedes, Castilleja del Campo, Huévar del Aljarafe, Pilas und Villamanrique de la Condesa.

Außerdem wird El Aljarafe in Korridore gegliedert: Nord (zwischen der Eisenbahnlinie und der A-49), Zentrum (zwischen der A-49 und der Schnellstraße nach Mairena), Zentrum-Süd (südlich von der Schnellstraße nach Mairena) und uferseitig (an der Schnellstraße nach Coria gelegen).

## Sprache
Es sind über 500 spezielle Ausdrücke für das westliche El Aljarafe nachweisbar, darunter: abanador, (a)barrumbado, aboparse, achichotarse, de aguas allá, ajolá, algofifa, amorrarse, ancá, anteoso, antiernoche, apulgararse usw.